# Dungeon Keeper 2
Dungeon Keeper 2 je počítačová hra od Bullfrog Productions. Vyšla roku 1999 a mnoho hráčů si brzy získala svojí originalitou[zdroj?]. Je pokračováním úspěšného prvního dílu, který vyšel v roce 1997. Oproti němu nabízí hlavně lepší grafiku a více herních možností, avšak zábava poněkud utrpěla.
Jedná se o strategickou hru, v níž se stáváte zlým vládcem podzemí. Vaším úkolem je postupně rozšiřovat podzemní prostory, pomocí impů budovat nové místnosti a cesty. Podzemí pravidelně přepadávají skupinky dobrodruhů, kteří pátrají po ztracených pokladech. Na svoji obranu proto cvičíte různé příšery, které však musejí být vytrénované, najedené a všelijak dále uspokojené, aby odolaly sílícím útokům nepřátel. Situace je tedy podobná Dračímu doupěti, hráč ale hraje za druhou stranu (dle DD tedy za Pána jeskyně).
Celou scénu sledujete pohledem seshora, avšak váš pohled můžete přibližovat, či otáčet ve všech směrech. Můžete seslat blesk, uchopit příšeru, zfackovat ji, dávat rozkazy ke stavění atd. Máte také možnost se vtělit do jakékoli příšery a sledovat okolí jejíma očima. Díky tomu můžete lépe prozkoumávat své panství, a dokonce i bojovat (podobně jako v FPS).